# Esch (bei Gerolstein)
Esch település Németországban, Rajna-vidék-Pfalz tartományban. Lakosainak száma 423 fő (2023. december 31.).

## Népesség
A település népességének változása:
| Lakosok száma | 442  | 409  | 423  | 416  | 430  | 423  |
|               | 1975 | 2017 | 2019 | 2021 | 2022 | 2023 |